# San Biagio di Callalta
San Biagio di Callalta (San Biasio /san ˈbi̯azi̯o/ in veneto) è un comune italiano di 12 588 abitanti della provincia di Treviso in Veneto.

## Storia
Il territorio dove ora si estende il comune di San Biagio di Callalta fu abitato dalla popolazione dei Veneti, come attestato da ritrovamenti archeologici attribuibili alla loro cultura. Successivamente, quando in età repubblicana il Veneto fu assoggettato ai Romani, il territorio acquisì maggiore importanza grazie alla costruzione della via Annia, della via Postumia e di una strada che le collegava. Reperti del periodo sono stati rinvenuti nelle frazioni di Rovarè e Spercenigo, nella prima frammenti in terracotta e nella seconda un'urna funeraria e un'anfora vinaria, cui si aggiunge una tomba a incinerazione in località Ca' Lion.
Durante il tardo impero romano si formarono Caurillium, oggi Cavriè, e Prandecinum, a nord dell'attuale Rovarè. Quest'ultimo toponimo si lega alla leggenda di Prando, nipote di Anterio signore di Altino, che volle edificare una fortezza nei pressi del fiume Sile per difendere gli Altinati dagli attacchi dei Trevigiani. Nei due siti vennero eretti due edifici destinati al culto, rispettivamente la chiesa di San Biagio di Cavriè, citata nel 1152 tra le pievi della diocesi di Treviso, e la chiesa di San Lorenzo di Prandecino, nota sin dal 1021 come dipendenza dell'abbazia di San Zeno (demolita nei primi decenni del XIX secolo). Fondamentale fu anche l'influenza dei benedettini di Monastier, ai quali si deve la bonifica del territorio e la nascita di Rovarè, Fagarè e Sant'Andrea di Barbarana.
Nella stessa epoca si assisté allo sviluppo della strada Callalta (da callis alta perché costruita su un terrapieno), che andò ad assorbire i traffici tra Treviso e Oderzo; prima di allora essi si svolgevano sulla romana Postumia, resa impraticabile dall'incuria e dalle alluvioni del Piave. A partire dal Trecento lungo questa strada andò a formarsi un nuovo centro abitato, l'attuale capoluogo comunale, con la conseguente decadenza di Cavriè e Pradencino. Anche la pieve di Cavriè perse le proprie prerogative in favore della nuova chiesa di San Biagio de Cornudella, così detta in riferimento a una biforcazione della Callalta.
La Callalta andò a rappresentare anche il confine tra i distretti trevigiani della Zosagna di Sopra e di Sotto. Con l'affermarsi del comune di Treviso, infatti, la zona era caduta nell'orbita di quest'ultimo e ne seguì le sorti sino alla definitiva sottomissione alla Repubblica di Venezia, sul finire del XIV secolo.
Da allora seguì le vicende storiche della Serenissima, con l'insediamento di poderi e l'erezione di residenze più o meno sontuose, dagli essenziali edifici rurali alle ville di pregevole architettura con annesse cappelle gentilizie da parte di famiglie della nobiltà veneziana quali Sugana, Sala, Giudici, Da Lezze, Navagero, Caotorta e Caronello (l'ultima contessa era Rosa Antonia Caronello, 1924). Il territorio fu amministrato dalla Repubblica di Venezia fino alla sua caduta, il 12 maggio 1797. Dopo la firma del trattato di Campoformio e l'assegnazione all'Arciducato d'Austria, esso seguì le sorti asburgiche. Dal 1804, data dell'istituzione dell'Impero austriaco, il territorio rimase sotto la sovranità austriaca fino agli esiti della Terza guerra di indipendenza, quando dopo l'avanzata italiana si giunse all'armistizio di Cormons e alla definitiva cessione del Veneto al Regno d'Italia ratificato con la firma del trattato di Vienna del 3 ottobre 1866.

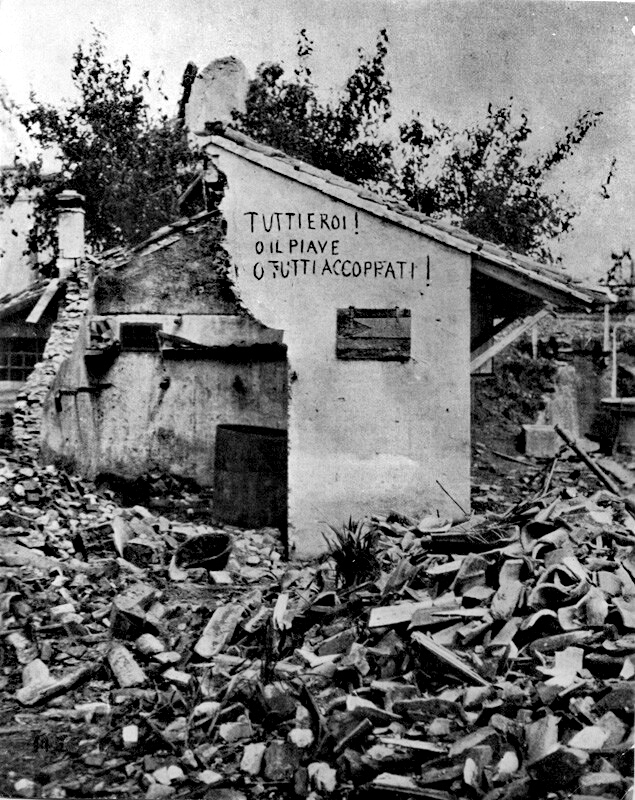
Casa sinistrata con una famosa scritta patriottica nella frazione di Sant'Andrea di Barbarana durante la Grande Guerra.

Il territorio rimase coinvolto dalle conseguenze dello scoppio della prima guerra mondiale e, dopo la decisione del Regno d'Italia di entrare nel conflitto a fianco delle Potenze dell'Intesa, fu travolto dallo spostamento verso Sud del fronte italiano a causa della sconfitta delle forze armate italiane dopo la battaglia di Caporetto. La linea del fronte costrinse le popolazioni della zona ad intraprendere un esodo verso la Pianura padana, mentre le forze armate austro-ungariche colpivano il territorio provocando ingenti danni.
Il coinvolgimento fu massimo quando nel giugno 1918 fu combattuta la battaglia del Solstizio tra Regio Esercito e Imperial regio Esercito, l'ultima grande offensiva sferrata dagli Austro-ungarici nel corso del conflitto, che con la vittoria degli Italiani subirono una pesantissima disfatta, costata tra morti, feriti e prigionieri quasi 150 000 uomini a fronte dell'altrettanto pesante tributo di circa 90 000 militari italiani. Per ricordare il tragico evento venne eretto l'ossario di Fagarè, eretto lungo strada Callalta nel punto in cui le truppe austro-ungariche raggiunsero la massima avanzata. Ai lati dell'ossario sono stati trasportati i muri su cui figurano le due celebri scritte, opera del bersagliere propagandista Ignazio Pisciotta, «Tutti eroi! O il Piave, o tutti accoppati!» e «È meglio un giorno da leone che cento anni da pecora».

### Simboli
Lo stemma e il gonfalone sono stati concessi con decreto del presidente della Repubblica del 7 maggio 1954.
Il gonfalone è un drappo partito di bianco e di azzurro.

## Monumenti e luoghi d'interesse

### Architetture religiose

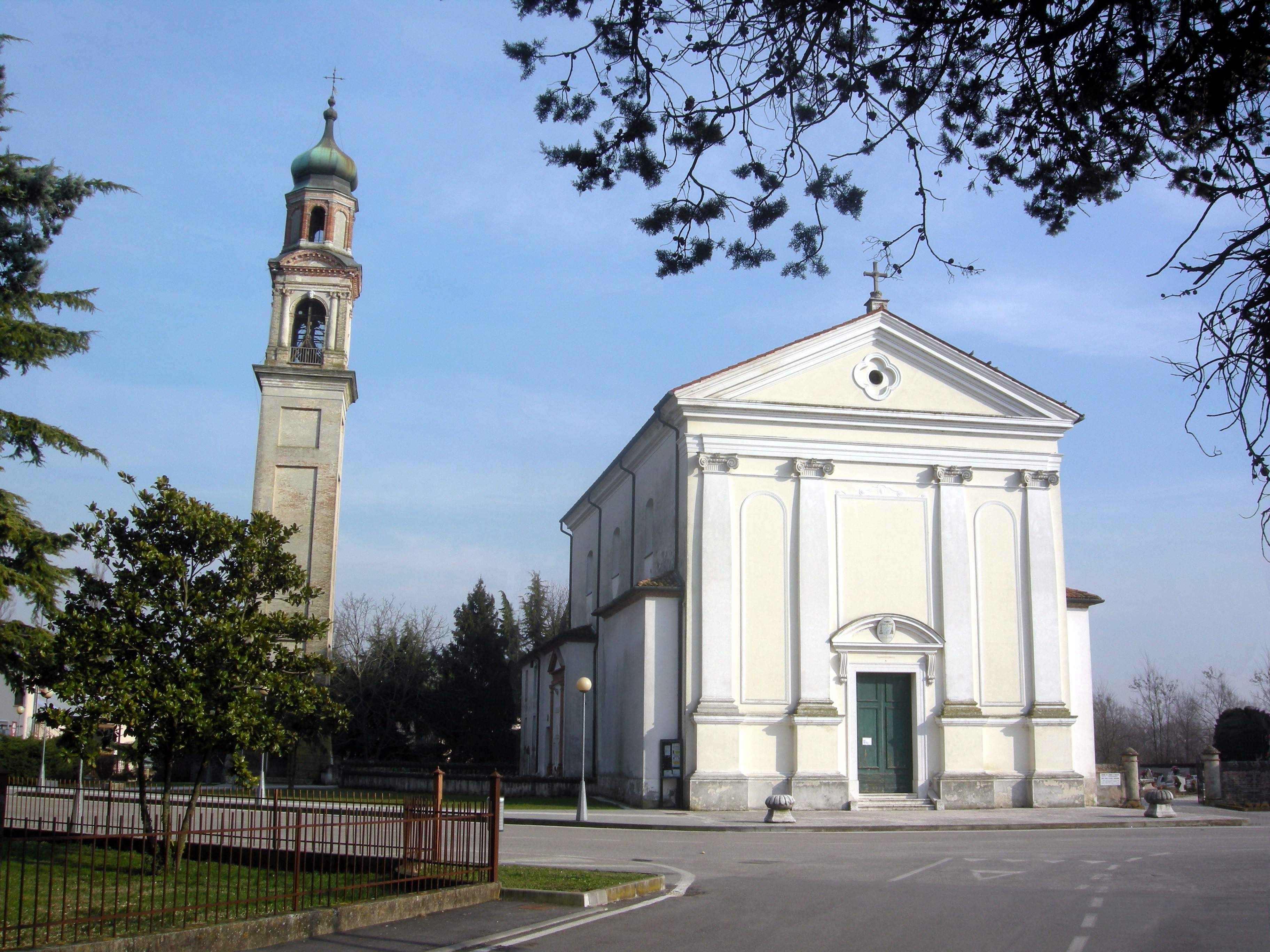
Chiesa parrocchiale di San Bartolomeo Apostolo nella frazione di Spercenigo.

- Chiesa parrocchiale dell'Immacolata Vergine Maria, nella frazione di Olmi-San Floriano.
- Chiesa parrocchiale di Sant'Andrea Apostolo, nella frazione di Sant'Andrea di Barbarana (XX secolo). Nel 2015 è stata dotata di un organo di Vincenzo Mascioni del 1925 opera n. 370 proveniente dall'istituto Turazza di Treviso.
- Chiesa parrocchiale di San Bartolomeo Apostolo, nella frazione di Spercenigo.
- Chiesa parrocchiale di San Biagio (XX secolo). Realizzata in stile moderno, custodisce alcuni arredi sacri ed opere pittoriche provenienti da edifici sacri preesistenti, tra cui la Pala dei Titolari, attribuibile alla tecnica del pittore veneziano Sante Peranda, e una Madonna coi Santi Domenico, Rosa, Gertrude e Pietro martire del XVIII secolo, attribuita con riserva al nervesano Gaetano Zompini.[13] Conserva un organo costruito per la vecchia chiesa e trasferito nell'attuale, completamente restaurato nel 1988.
- Chiesa parrocchiale di San Marco Evangelista, nella frazione di Fagarè della Battaglia.
- Chiesa parrocchiale di San Mauro Abate, nella frazione di Rovarè.
- Chiesa parrocchiale di Santa Maria Assunta, nella frazione di Cavriè.
- Chiesa del Redentore (già di San Sisto), in località Nerbon.
- Chiesa di San Floriano.
- Chiesa di San Martino.
- Chiesa di San Menna.
- Pieve di San Biagio (XIV-XVI secolo), pieve medioevale ora abbandonata.
- Ossario dei caduti della Grande Guerra, edificio sorto a ricordo dei caduti durante la prima guerra mondiale, nella frazione di Fagarè della Battaglia.[9]

### Architetture civili

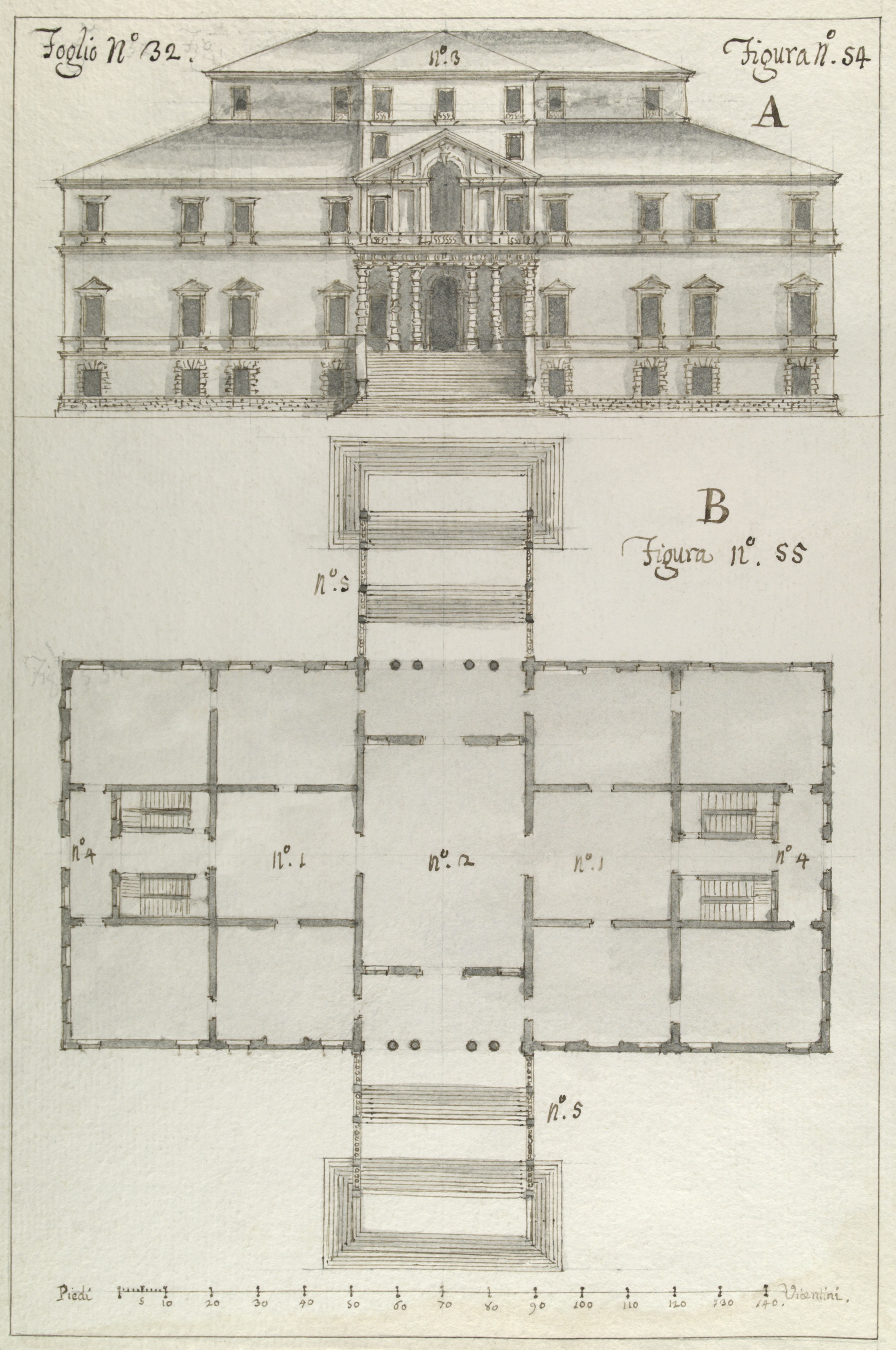
L'originale aspetto della Villa Da Lezze.

- Villa Ca' Sugana, Mariani, Da Mosto, a Olmi.
- Villa Caotorta, Marzotto, a Spercenigo.
- Villa Bressanin, Slocovich, a Spercenigo.
- Villa Cattanei, a Cavriè.
- Villa Navagero, Erizzo, Bandini, Della Rovere, a Rovarè.
- Villa Cian, Marinello, a Rovarè.
- Villa Berti, Giannotti, a Sant'Andrea di Barbarana.
- Villa degli Angeli, a Sant'Andrea di Barbarana.
- Resti di Villa Da Lezze, detta "Il Castello", a San Biagio, progettata da Baldassarre Longhena e Alfonso Moscatelli e quasi del tutto demolita all'inizio del XIX secolo, le cui grandi colonne bugnate vennero utilizzate per decorare l'ingresso della Gran Guardia, in Piazza dei Signori a Treviso, mentre i cancelli in ferro battuto andarono ad impreziosire l'ingresso dell'Istituto Commerciale in Borgo Cavour.[9]
- World Police Museum - Museo internazionale delle polizie mondiali, inaugurato il 27 maggio 2017, all'interno della dismessa stazione ferroviaria.

## Società

### Evoluzione demografica
Abitanti censiti

### Etnie e minoranze straniere
Al 31 dicembre 2022 gli stranieri residenti nel comune erano 1 281, ovvero il 10,1% della popolazione. Di seguito sono riportati i gruppi più consistenti:
1. Kosovo 248
2. Romania 225
3. Marocco 137
4. Albania 94
5. Burkina Faso 73
6. India 64
7. Ucraina 40
8. Senegal 34
9. Cina 31
10. Nigeria 21

### Riconoscimenti
Nel 2007 è stato premiato da Legambiente come comune più riciclone d'Italia.

## Amministrazione

### Sindaci dal 1983
| Periodo | Periodo   | Primo cittadino     | Partito                     | Carica  | Note |
| ------- | --------- | ------------------- | --------------------------- | ------- | ---- |
| 1983    | 1990      | Siro Zanella        | Partito Socialista Italiano | Sindaco |      |
| 1990    | 2004      | Giorgio Bin         | Lista civica                | Sindaco |      |
| 2004    | 2008      | Emanuela Fiorotto   | Centro destra               | Sindaco |      |
| 2008    | 2013      | Francesca Pinese    | Cenro destra                | Sindaco |      |
| 2013    | 2018      | Alberto Cappelletto | Partito Democratico         | Sindaco |      |
| 2018    | 2023      | Alberto Cappelletto | Partito Democratico         | Sindaco |      |
| 2023    | in carica | Valentina Pillon    | Centro destra               | Sindaco |      |

### Gemellaggi
- Santa Tereza, dal 2002
- L'Union, dal 1995

### Altre informazioni amministrative
La circoscrizione territoriale ha subito le seguenti modifiche: nel 1868 aggregazione delle frazioni di Fagarè e di S. Andrea di Barbarana staccate dal comune di Zenson di Piave; nel 1877 aggregazione delle frazioni di S. Floriano e di Spercenigo staccate dal soppresso comune di Spercenigo (Censimento 1871: pop. res. 1211); nel 1902 distacco della frazione di Fagarè aggregata al comune di Ponte di Piave (Censimento 1901: pop. res. 113); nel 1907 aggregazione di territori staccati dal comune di Salgareda (Censimento 1901: pop. res. 51).

## Sport
La San Biagio Volley è la società di pallavolo cittadina. Nata nel 2008, partecipa ai campionati giovanili e di Prima Divisione Maschili. Gioca presso il palasport di Olmi "Alvise De Vidi", sito nell'area commerciale.

Il Team C.S. Spercenigo è la società storica ciclistica del comune. Nata nel 1969, gestisce dai Giovanissimi (7-12 anni) fino agli Juniores (17-18 anni). Tra i ciclisti passati professionisti passati per questa società si ricordano Simone Cadamuro, Antonio Murilo Fisher, Alessandro Bertuola, Matteo Trentin.
Pattinaggio San Biagio A.S.D. è la società di pattinaggio artistico.